# اولشتینک
اولشتینک (به لاتین: Olsztynek) یک شهر در لهستان است که در گمینا اولشتینک واقع شده‌است. اولستینک ۷٫۶۹ کیلومتر مربع مساحت و ۷٬۵۹۱ نفر جمعیت دارد.